# На схилах Везувію
На схилах Везувію (англ. On the Slopes of Vesuvius) — коротке науково-фантастичне оповідання Роберта Гайнлайна. Опубліковане в збірці «Нові світи Роберта Гайнлайна» (1980).

## Сюжет
У Нью-Йоркському барі бармен розмовляє з двома відвідувачами фізиками-ядерщиками причетними до створення атомної бомби. Один із них жартома запитує, що той робитиме, коли на Нью-Йорк запустять атомну бомбу. Той відповідає, що така можливість настане тільки через декілька десятків років, коли він буде у дуже поважному віці. Але один із вчених починає наводити йому факти, які вказують, що багато країн вже тривалий час розробляють її, і у відкритий доступ просочуються результати досліджень, які пришвидшують розробку.
Коли бармен просить розрахувати приблизний час до створення атомної бомби якоюсь із країн оппонентів США, йому надають розрахунки, що цей момент от-от настане. Сприйнявши це серйозно, бармен негайно полишає місто. Коли через пару годин, він засумнівавшись пробує передзвонити у свій бар, Нью-Йорк накриває вибух.